# Ron Kuhwede
Ron Kuhwede (ehemaliger Künstlername Corwin von Kuhwede, Pseudonym Ronny Pleil, * 1979 in Leipzig) ist ein deutscher Fotograf, der sich insbesondere auf die Gebiete der künstlerischen Fotografie und Porträtfotografie spezialisiert hat. Die ersten Jahre seines Schaffens widmete Kuhwede sich ebenfalls der künstlerischen Aktfotografie.

## Leben
Kuhwede ist Autodidakt und begann 2005 mit der Fotografie. Seit 2007 ist er als freiberuflicher Fotograf tätig und betreibt ein eigenes Atelier in Leipzig.
Er war von 2009 bis 2012 Mitglied im DVF und von 2014 bis 2018 Mitglied im freelens e.V.
Er arbeitete unter anderem für Magazine wie Politico, Cover Magazin oder PRINZ sowie für Kunden wie RTL und Bauer Media Group. Seine Fotos wurden in zahlreichen Magazinen und Zeitschriften publiziert, darunter Spiegel Online, Stern.de, Vogue Italia, Cosmopolitan Russland, Woman Russland, Brigitte, Das Magazin, Berliner Kurier, BILD, Hamburger Abendblatt und viele mehr. Im Zuge seiner Tätigkeit porträtierte er zahlreiche prominente Persönlichkeiten wie Sebastian Krumbiegel, Else Buschheuer, Udo Reiter, Christian von Aster, Cheryl Shepard oder Bertram Engel.
Im November 2022 trennte sich Kuhwede von seinem Künstlernamen Corwin von Kuhwede und verwendet seitdem seinen Klarnamen.

## Publikationen
- Pfingstgeflüster. Edition PaperONE. 2010, ISBN 978-3-941134-46-1
- Leidenschaft Aktfotografie - Einblicke in das intimste aller Genre. Rheinwerk. 2016, ISBN 978-3-8362-3447-4
- Geschichten einer Wand (Bildband). Eigenverlag. 2013, ISBN 978-3-00-042349-9
- Das authentische Porträt. Rheinwerk. 2017, ISBN 978-3-8362-4325-4
- 200 Best Ad Photographers 2018/19, Lüzers Archive, ISBN 978-3902-39365-4
- 1000 & deine Sicht. Sandstein. 2023, ISBN 978-3-9549-8763-4

## Ausstellungen
- Muldental Fotoschau, 2007, 2008 und 2011, Sparkasse Grimma
- Maskerade des Lebens, 2008, Hochschule für Telekommunikation Leipzig
- Deutschlands bester Fotograf, 2009, photokina Köln
- Wave Gotik, 2010, Westwerk Leipzig
- Gemeinschaftsausstellung, 2012, Brooks Institute Californien
- 8. Porträtfotoschau, 2012, Sächsischer Landtag Dresden
- 100 Bilder des Jahres, 2011, Wanderausstellung der Gesellschaft für Fotografie
- Ressurrection, 2012, Oscar Kokoschka Haus, Österreich
- DOCMA Award, 2014, Museum für Kommunikation Frankfurt
- Ways of Art, 2014, Westwerk Leipzig
- Leipzig in Schwarz, 2016, Stadtgeschichtliches Museum Leipzig
- 25 Jahre Wave Gotik Treffen, 2016, Hauptbahnhof Leipzig
- OSTRALE Biennale 17 "re-form", 2017, Dresden
- 1000 und deine Sicht, 2022, Städtischen Museen Zittau[3]
- OSTRALE Biennale 023 "Kammerflimmern", 2023, Dresden[4]
- IN AUGEN BLICKEN, 2024, Fotomuseum Markkleeberg[5]

## Preise und Auszeichnungen
- 2. Platz Runde 3, Canon Profi Photo Gallery, 2006
- Preis für beste Gesamtleistung, Muldental Fotoschau, 2007
- Preis für beste Gesamtleistung, Muldental Fotoschau, 2009
- 1. Platz Ästhetischer Akt, Deutschlands bester Fotograf, Audio-Video-Foto-Bild, 2009
- Finalist, 1st Annual Spring College Photography Contest, 2011
- 1. Platz Schwarz-Weiß, Muldental Fotoschau, 2011
- 3. Platz, Best of Photography, PFMagazine, 2011
- Finalist, FEP European Fine Art Photograph of the Year Award, 2011
- Preis vom Deutschen Verband für Fotografie, 2012
- Sonderpreis der Gesellschaft für Fotografie, 2012
- 1. Platz, I AM DIFFERENT, CEWE & NIKON, 2015
- 4. Platz, Portrait Live Award, Rubrik „black and white“: 4. Platz, 2020
- 1. Platz, EPEX Espania Photo Award: “Freies Thema”, 2022[6]